# Emily Kinney
Emily Kinney (Wayne, 15 de agosto de 1985) é uma atriz, cantora e compositora americana. Ela é mais conhecida por seu papel como Beth Greene na série da AMC The Walking Dead.

## Biografia
Emily nasceu em Wayne, Nebraska, filha de Vaughn e Jean Kinney.. Ela e sua família se mudaram bastante durante sua juventude. Estudou na New York University por apenas um semestre, mas em 2006 formou-se na Nebraska Wesleyan University com bacharelado em Artes e Teatro. Emily então mudou-se para Nova York para investir na carreira de atriz.
Trabalhou em cafeterias, onde conheceu gente envolvida na indústria da música e da televisão. Atuou em 20 peças enquanto estava ainda na faculdade e começou sua atuação profissional aos 21 anos ao ser escalada para a peça e musical Spring Awakening. No ano seguinte atuou em várias outras peças até ser escalada para a série de televisão The Big C. Participou de Law & Order: Criminal Intent e fez estreia no cinema no longa Aunt Tigress.
Em 2011, Emily foi escalada para o papel de Beth Greene na série dramática The Walking Dead. Apesar de ter 25 na época, a irmã mais nova de Maggie tinha 16 anos. Dois anos depois, Beth foi promovida para ser uma personagem regular no drama da AMC. Emily contribuiu para a trilha sonora da série no single "The Parting Glass". Seu papel como Beth acabou em 2014, com a morte da personagem.

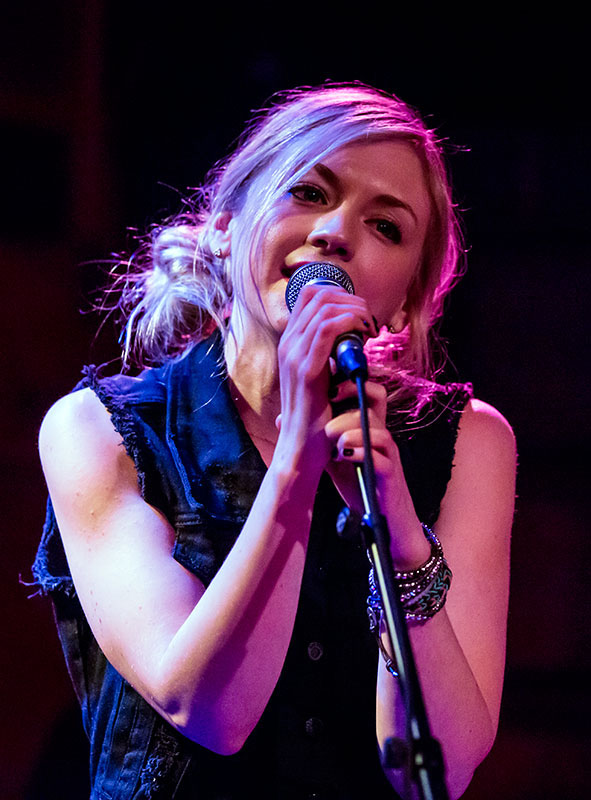
Emily no Rockwood Music Hall em Nova York, 2014

Emily retornou a Law & Order, desta vez na série Law & Order: Special Victims Unit, no papel de Haley Cole. Lançou seu primeiro álbum Expired Love em 2013/2014.

## Carreira
Kinney tem tido papéis recorrentes e participações especiais em séries de TV como Law & Order: Criminal Intent, Law & Order: SVU, The Good Wife e The Big C. Ela foi escalada como Beth Greene na série de televisão da AMC The Walking Dead em 2011.

### Carreira musical
Kinney se tornou oficialmente cantora quando lançou o seu primeiro EP chamado Blue Toothbrush em 2011, cinco canções que exploram suas experiências próprias, como o sexo, o vazio, esperança e amor. Mas foi com "Expired Love" seu primeiro álbum, que a cantora atingiu milhares de fãs, mostrando-se ainda mais madura musicalmente. Para a divulgação, foram lançados videoclipes da música "Kids" e "Be Good", além de uma versão ao vivo de "Julie". Em outubro de 2015, Kinney lançou o seu segundo álbum "This is War", que representa um grande desafio para a sua vida pessoal, devido ao seu antigo namorado não ter acreditado em seu potencial como cantora e ter pedido pra ela focar apenas em atuar. "Nunca desista" é o grande lema do seu novo trabalho. Após o lançamento do álbum Kinney iniciou a “This Is War Tour”, sua turnê foi por todo o território dos Estados Unidos. Em 2016 lançou “Back On Love”, um novo single em formato de vinil contendo duas faixas. Atualmente, ela possui no total 4 álbuns publicados e já está trabalhando no quinto.

### 2013-2014: Elenco regular deThe Walking Dead
Após a troca de showrunner (Glen Mazzara/Scott Gimple) e início da quarta temporada de The Walking Dead, Emily Kinney entrou para o elenco regular da série. Dividiu a tela com Norman Reedus, intérprete de Daryl Dixon, principalmente nos episódios Still e Alone, sendo que, neste último, sua personagem some misteriosamente ao ser sequestrada. Emily retorna, por sua vez, no season finale "A", em flashbacks ainda da época prisão.

### 2014-presente: Novos projetos
Ainda na Comic Con de 2014, os fãs de The Walking Dead tiveram a oportunidade de ver qual teria sido o destino de Beth Greene na série. A personagem teve um retorno triunfal no polêmico quarto episódio, "Slabtown", onde Emily teve seu espaço de brilhar sozinha, em um episódio bem recebido pela crítica especializada (não só por roteiro, mas direção e principalmente a performance da atriz). Retornou novamente em "Crossed", dando seguimento ao enredo no qual estava inserida. Infelizmente, em 30 de novembro de 2014, a chocante e polêmica morte da personagem Beth ocorre em "Coda", causando revolta em fãs da personagem e da atriz. No período de dezembro/janeiro, fãs de The Walking Dead criam uma petição pedindo para que Beth retornasse para a série, infelizmente sem respostas da AMC. Conseguinte, Emily volta em uma participação especial na série, durante o também polêmico episódio "What Happened and What's going on", que foi ao ar em fevereiro de 2015.
Em 2016, Emily interpretou a protagonista em Love On The Sidelines. Em fevereiro do mesmo ano, ela foi escalada para a série da ABC Conviction junto de Hayley Atwell. Em outubro de 2016 lançou seu novo single Back on Love, em formato de vinil contendo duas faixas “Back On Love” e “Popsicles”.
Em janeiro de 2017 foi confirmada como Casey em Ten Days In The Valley, nova série da ABC protagonizada por Kyra Segdwick com estreia marcada para 1 de outubro de 2017.
Em 27 de outubro de 2017 lançou um novo single intitulado de ‘Mermaid Song’ acompanhado de um vídeo clipe.

## Filmografia
| Ano  | Título                | Papel       | Notas                 |
| ---- | --------------------- | ----------- | --------------------- |
| 2007 | Aunt Tigress          | Gina        | Curta-metragem        |
| 2009 | It's Complicated      | Garçonete   | Participação especial |
| 2013 | Concussion            | The Girl    | Personagem secundário |
| 2015 | Stages                | Ela mesma   | Documentário          |
| 2016 | Love On The Sidelines | Laurel Welk | Protagonista          |

| Ano       | Título                            | Papel                     | Notas |
| --------- | --------------------------------- | ------------------------- | --- |
| 2007      | Hot for Teacher                   | Tamara Bailey             | |
| 2007      | The Gamekillers                   | The Swarm                 | |
| 2008      | Law & Order: Criminal Intent      | Jeannie Richmonds         | 1 episódio |
| 2009      | The Unusuals                      | Amanda Maint              | 1 episódio |
| 2010      | The Good Wife                     | Milla Burchfield          | 1 episódio |
| 2011      | The Big C                         | Emily                     | Papel recorrente, 3 episódios: "Musical Chairs" (2° temporada: episódio 2) "Sexual Healing" (2° temporada: episódio 3) "Boo!" (2° temporada: episódio 4)               |
| 2011-2014 | The Walking Dead                  | Beth Greene               | 2° e 3° temporada (recorrente; 24 episódios) 4° e 5° temporada (regular; 12 episódios)                                                                                 |
| 2012      | Law & Order: Special Victims Unit | Haley Cole                | 1 episódio |
| 2014      | The Following                     | Mallory Hodge             | 1 episódio |
| 2015      | Forever                           | Jennifer Schroeder        | 1 episódio |
| 2015      | The Flash                         | Brie Larvan               | 1 episódio |
| 2015      | The Knick                         | Daisy Ryan                | Papel recorrente, 3 episódios: "Wonderful Surprises" (2° temporada: episódio 4) "Whiplash" (2° temporada: episódio 5) "Williams and Walker" (2° temporada: episódio 6) |
| 2015      | Masters Of Sex                    | Nora Everett              | Papel recorrente, 4 episódios |
| 2016      | Arrow                             | Brie Larvan               | 1 episódio |
| 2016      | Conviction                        | Tess Larson               | 13 episódios |
| 2017      | Ten Days In The Valley            | Katherine “Casey” Collins | 5 episódios |
| 2020      | Messiah                           | Série da Netflix          | |

## Videoclipes
| Ano  | Título                        | Papel             | Notas            |
| ---- | ----------------------------- | ----------------- | ---------------- |
| 2009 | Lowry - Whiskey               | Garota Apaixonada | Atriz/Videoclipe |
| 2011 | Emily Kinney- Blue Toothbrush | Si mesma          | Atriz/Videoclipe |
| 2013 | Emily Kinney- Kids            | Si mesma          |                  |
| 2014 | Emily Kinney- Be Good         | Si mesma          |                  |
| 2015 | Train "Bulletproof" Picasso   | Garçonete         |                  |
| 2015 | Emily Kinney- This Is War     | Si mesma          |                  |
| 2016 | Emily Kinney- Molly           | Si mesma          |                  |
| 2017 | Emily Kinney- Mermaid Song    | Si mesma          |                  |

## Discografia
- Blue Toothbrush (2011)
- Expired Love (2013)
- RockStar (2014)
- This is War (2015)
- Back On Love (2016)
- Mermaid Song (2017)